# Normandie Université
Normandie Université est le regroupement universitaire associant les établissements d’enseignement supérieur et de recherche de la région Normandie. En 2020, son budget s'élevait à 15 608 700 €.

## Historique
La coopération des établissements normands fut engagée avec le pôle universitaire normand inauguré en avril 1998 sous forme associative.
La possibilité d'instaurer des pôles de recherche et d'enseignement supérieur est prévue par la loi de programme pour la recherche de 2006, mais ce n'est qu'en 2011 que le PRES Normandie Université est créé, sous la forme juridique d’un établissement public de coopération scientifique. Son siège est implanté avec une alternance de trois ans aux chefs-lieux de la Basse-Normandie (Caen) et de la Haute-Normandie (Rouen). Joël Alexandre, premier vice-président de l'université de Rouen a été élu à la présidence de Normandie Université le 11 janvier 2012.
Après la loi relative à l'enseignement supérieur et à la recherche de 2013 et la suppression des PRES, la communauté d'universités et établissements (ComUE) « Normandie Université » est créée le 29 décembre 2014, sous la forme juridique d’un établissement public à caractère scientifique, culturel et professionnel. Son siège est fixé définitivement à Caen.

## Membres
Normandie Université regroupe les établissements suivants :
- Université de Caen Normandie,
- Université de Rouen Normandie,
- Université Le Havre Normandie,
- INSA Rouen Normandie,
- ENSICAEN,
- ENSA Normandie.

Sont associés à Normandie Université :
- le Centre des études supérieures industrielles,
- le Centre de lutte contre le cancer François Baclesse,
- le Centre hospitalier universitaire de Caen,
- le Centre hospitalier universitaire de Rouen,
- l'École de management de Normandie,
- l'Ecole supérieure d'arts et design Le Havre-Rouen,
- l'École supérieure d'arts et médias de Caen - Cherbourg,
- l'École supérieure d'ingénieurs en génie électrique,
- l'Institut polytechnique UniLaSalle,
- le groupement d’intérêt public Labéo,
- la Neoma Business School,
- le Centre régional des œuvres universitaires et scolaires de Normandie.

### Textes réglementaires
- Décret no 2011-1306 du 14 octobre 2011 portant création de l'établissement public de coopération scientifique « Normandie Université »
- Décret no 2014-1673 du 29 décembre 2014 portant approbation des statuts de la communauté d'universités et établissements Normandie Université
- Décret no 2018-757 du 28 août 2018 portant association d'établissements à Normandie Université